# Danzhou
Danzhou, tidigare känt som Tanhsien, är en stad på prefekturnivå i Hainan-provinsen i sydligaste Kina. Den ligger  omkring 110 kilometer sydväst om provinshuvudstaden Haikou.
Orten var fram till 1993 ett härad och därefter en stad på häradsnivå. 2014 ombildades orten till en stad med samma ställning som en prefektur. Under Dazhou lyder 17 köpingar (zhèn).
Genomsnittlig årsnederbörd är 2 285 millimeter. Den regnigaste månaden är juli, med i genomsnitt 445 mm nederbörd, och den torraste är februari, med 19 mm nederbörd.